# Draža vas
Draža vas – wieś w Słowenii, w gminie Slovenske Konjice. W 2018 roku liczyła 525 mieszkańców.